# 717.ª División de Infantería (Wehrmacht)
La 717ª División de Infantería fue una división de infantería alemana durante la Segunda Guerra Mundial.

## Historia
La división se formó el 11 de abril de 1941 como parte de la 15.ª oleada de formación establecida en el área de entrenamiento militar de Bruckneudorf y en Neusiedl am See para el distrito militar XVII y posteriormente se desplegó como fuerza de ocupación en Yugoslavia y Serbia con el 12. ejército desplegado.
De enero a abril de 1943, la división participó en la Batalla de Neretva. A partir de mediados de febrero de 1943, los rangos más antiguos fueron intercambiados por otros más jóvenes de los distritos militares XI, XIII y XVII, a lo que siguió la reasignación.
El 1 de abril de 1943 la 717.ª División de Infantería en Croacia fue reorganizada y rebautizada como 117.ª División Jäger. La 117.ª Jäger-Division se desplegó entonces en Croacia, y de junio a septiembre de 1944 en Grecia y el Peloponeso. A partir de octubre, la división se desplegó en Serbia con el Cuerpo Schneckenburger y más tarde con el Grupo de Ejércitos F, subordinado al Grupo de Ejércitos E. Se retiró a través de Bosnia (noviembre/diciembre de 1944) y Croacia (enero a marzo de 1945) a la región del Bajo Danubio.
Hasta marzo de 1945 la división luchó con el Grupo de Ejércitos E bajo el XXI. Cuerpo de Montaña durante la ofensiva del lago Balaton. Asignada posteriormente al 6.º Ejército, la División entró en Austria por el ferrocarril del sur y se reunió en el valle del Mürzal. La división fue desembarcada en Mürzzuschlag el 12 de abril y asignada al III Cuerpo Panzer. A partir del 16 de abril de 1945, se emprendió una contraofensiva contra las unidades de caballería y fusilería soviéticas en Joglland desde la zona de Krieglach junto con unidades de la 1.ª División Panzer y la 1.ª División de Montaña, con el objetivo de impedir el corte de la 9.ª División de Montaña en Semmering. A principios de mayo de 1945, la división, ahora asignada al I Cuerpo Panzer SS del 6.º Ejército Panzer, fue desplegada para defender la sección al sur de Wilhelmsburg hasta Rohrer Sattel. Sin embargo, poco después se produjo la retirada. En mayo de 1945, la división cayó en cautiverio estadounidense en la zona austriaca de Steyr.

## Crímenes de guerra
Las divisiones de ocupación 704.ª División de Infantería, 714ª División de Infantería, 717.ª División de Infantería y 718.ª División de Infantería fueron responsables de una gran cantidad de crímenes de guerra en el territorio ocupado.
En octubre de 1941, la división participó en la masacre de Kraljevo y Kragujevac, matando entre 4.000 y 8.000 civiles como "represalia" por las bajas alemanas. Es uno de los crímenes de guerra más graves cometidos por la Wehrmacht en Serbia. Esto fue precedido por batallas entre la división y los partisanos, que incluso lograron rodear a la división en la ciudad de Kraljevo a mediados de octubre.
A mediados de abril de 1942, el 737.ª Regimiento de Infantería participó en una acción partisana denominada Operación Trío. También se llevaron a cabo operaciones contra partisanos en el Peloponeso a finales de 1943 y tras la operación Kalavryta en la masacre de Kalavryta, la división destruyó varias ciudades y ejecutó a unas 500 personas como represalia. El monasterio de Agía Lávra también fue destruido. El comandante de la división Karl von le Suire había dado la orden de esta acción de represalia. Von le Suire nunca fue procesado por este crimen de guerra (murió en cautiverio soviético).
Walter Manoschek tiene varias publicaciones sobre el 717. ID y la 117.ª División Jäger en los Balcanes.

## Comandantes
- Mayor general Paul Hoffmann: desde la formación hasta noviembre de 1941
- Teniente general Walter Hinghofer: noviembre de 1941 - octubre de 1942
- Teniente general Benignus Dippold: octubre de 1942 - abril de 1943
- General de División/Teniente general Karl von le Suire: mayo de 1943 - julio de 1944
- Teniente general August Wittmann: julio de 1944 - marzo de 1945
- Coronel/Mayor general Hans Kreppel: marzo de 1945 hasta su disolución

## Esquema
1941
- Regimiento de Infantería 737 con tres batallones formados por la División n.º 177 (Viena).
- Regimiento de Infantería 749 con tres batallones formados por la División n.º 187 (Linz).
- División de Artillería 670 con tres baterías
- Unidades divisionales 717 con  sólo una compañía de ingenieros y una de inteligencia cada una

1943
- Regimiento Jäger 737
- Regimiento Jäger 749
- Regimiento de Artillería 670
- Batallón de Ingenieros 117
- Departamento de inteligencia 117

1944
En diciembre de 1944 se incorporaron los batallones de Infantería Fortaleza 1004 y 1005
1945
En marzo de 1945 se aceptó el Regimiento de Artillería Costera del Ejército 944.